# Самими, Махмуд
Махмуд Самими (перс. محمود صمیمی‎; род. 18 сентября 1988, Шелемзар, Чехармехаль и Бахтиария) — иранский легкоатлет, специалист по метанию диска. Выступал за сборную Ирана по лёгкой атлетике в 2009—2016 годах, серебряный призёр Всемирной Универсиады, бронзовый призёр чемпионата Азии, победитель ряда крупных турниров международного значения, участник летних Олимпийских игр в Рио-де-Жанейро.

## Биография
Махмуд Самими родился 18 сентября 1988 года в городе Шелемзар, Иран.
Будучи студентом, в 2009 году представлял Иран на Всемирной Универсиаде в Белграде, где в зачёте метания диска выиграл серебряную медаль.
В 2010 году в той же дисциплине одержал победу на западноазиатском чемпионате в Алеппо.
В 2011 году стал четвёртым на чемпионате Азии в Кобе, превзошёл всех соперников на Всемирных военных играх в Рио-де-Жанейро.
В 2012 году выиграл бронзовую медаль на западноазиатском чемпионате в Дубае.
В 2013 году был четвёртым на чемпионате Азии в Пуне, пятым на Всемирной Универсиаде в Казани. В составе иранской сборной принимал участие в чемпионате мира в Москве.
В 2015 году взял бронзу на чемпионате Азии в Ухане и на Всемирных военных играх в Мунгёне, выступил на Всемирной Универсиаде в Кванджу.
В 2016 году на соревнованиях в венгерском Сомбатхее занял первое место и установил свой личный рекорд в метании диска — 65 метров ровно. Выполнив олимпийский квалификационный норматив, удостоился права защищать честь страны на летних Олимпийских играх в Рио-де-Жанейро — на предварительном квалификационном этапе метнул диск на 56,94 метра, чего оказалось недостаточно для выхода в финал.
Завершил спортивную карьеру по окончании сезона 2017 года.
Его старшие братья Аббас и Мохаммад тоже добились успеха в метании диска.